# Цинь на
Цинь на — техніка больових прийомів.
Китайське слово «цинь на» складається з двох ієрогліфів: «цинь» (ловити, вхопити) та «на» (захват, контроль). Таким чином, цинь на — бойові техніки, засновані на захватах, поштовхах, заломах та впливі на вразливі частини тіла.
Більшість прийомів циньна спрямовані на контролювання супротивника, але є й такі, що можуть викликати смерть або сильно покалічити. Основи цинь на не залежать від стилів. Однак існують спеціальні стильові техніки. Наприклад, техніки циньна стилю інчжаоцюань (кулак орлиних кігтів) виконуються в основному кистями рук, у той час як у тайцзицюань (кулак Великої Межі) велика частина сили виходить з попереку. В одних стилях під циньна можуть розумітися просто техніки звільнення від захватів, у той час як в інших — наприклад в танланцюань (кулак богомола) або думеньцюань (кулак родини Ду) — це одна з основних складових бою.
З точки зору техніки методи цинь на поділяються на чотири типи:
1. феньцзинь (розділення м'язів);
2. цогу (розтягнення кісток);
3. біци (перекриття шляху ци) або дуаньмо (перекриття каналів);
4. дяньсюе (вплив на точки).

Перші два, що дозволяють оволодіти супротивником шляхом впливу на м'язи та суглоби, включають техніки захватів та заломів. Перекриття шляху ци та каналів засновується на перекритті доступу кисню у легені або головний мозок. Останній тип використовує вплив на біологічно активні точки, що викликає короткочасний параліч, втрату свідомості або смерть. Такі техніки потребують особливого знання про циркуляцію ци за меридіанами.
З точки зору застосування, техніки циньна діляться на три категорії.
- Чжен циньна (пряме цинь на) — це техніки використання циньна у нападі, при захваті супротивника та використанні прийомів.
- Фань циньна (контр-цинь на) — це використання циньна у випадку, якщо ви захоплені супротивником, для звільнення та перехоплення ініціативи.
- По циньна (руйнуюче цинь на) — протидія ударам. При ударі супротивника — захват атакуючої кінцівки та проведення прийому циньна.